# 158-ма навчально-польова дивізія (Третій Рейх)
158-ма навчально-польова дивізія (Третій Рейх) (нім. 158. Feldausbildungs-Division) — навчальна піхотна дивізія Вермахту за часів Другої світової війни.

## Історія
158-ма навчально-польова дивізія була створена у березні 1945 року шляхом переформування резервних частин групи армій «Центр» на території VIII військового округу. Формування та підготовка дивізії не були завершені до закінчення війни у травні 1945 року. Підрозділи у районах зосередження та формування використовувалися для формування запасних команд для фронтових підрозділів. Одночасно підрозділи 158-ї дивізії виконували завдання із забезпечення безпеки в глибині фронту та на передовій лінії разом з кадровими піхотними дивізіями, що діяли на Східному фронті.

## Райони бойових дій
- Чехія (березень — травень 1945)

## Командування

### Підпорядкованість
| Час     | Корпус | Армія | Група армій (округ) | Штаб    |
| ------- | ------ | ----- | ------------------- | ------- |
| 1945    |        |       |                     |         |
| квітень | XI ак  | 1 ТА  | Група армій «Центр» | Троппау |

### Склад
| Березень 1945                                |
| -------------------------------------------- |
| 1316-й навчально-польовий єгерський полк     |
| 1317-й навчально-польовий гренадерський полк |
| 1318-й навчально-польовий гренадерський полк |
| 1458-й артилерійський полк                   |
| 1458-й об'єднаний дивізійний відділ          |